# Edgar Villanueva Núñez
Edgar David Villanueva Núñez (Andahuaylas, 19 de noviembre de 1954) es un abogado y político peruano. Fue congresista de la república por Apurímac durante el periodo 2001-2006 y alcalde de la provincia de Andahuaylas en 1996.

## Biografía
Nació en la ciudad de Andahuaylas, ubicado en el Departamento de Apurímac, el 19 de noviembre de 1954.
Realizó sus estudios primarios en la Escuela de Varones 005 de Andahuaylas y los secundarios los realizó en el Colegio "Juan Espinoza Medrano". Luego emigró a la ciudad de Lima y logró ingresar a la Universidad Nacional Mayor de San Marcos en la facultad de Derecho, graduándose en 1986.
Es propietario y fundador del Estudio Villanueva Núñez Abogados S.C.R.L., ubicado en el  distrito de Miraflores.

## Carrera política
Edgar Villanueva incursionó en el ámbito político como fundador del Movimiento Regional Todas las Sangres en 1975 y fue presidente desde su fundación hasta su disolución en 2015. Postuló como candidato a la Cámara de Diputados en 1985 sin tener éxito y de la misma manera en 1995 como miembro de Izquierda Unida.

### Alcalde de Andahuaylas
En 1995, Villanueva decide postular a la alcaldía de la ciudad provincial de Andahuaylas por una lista independiente, lo cual luego logró resultar elegido como alcalde de Andahuaylas para el periodo 1996-1998 y luego reelegido en 1998 para el periodo 1999-2001.
Durante su gestión como alcalde, logró la obtención de fondos de la cooperación internacional para la ejecución de obras de saneamiento básico en beneficio de comunidades en extrema pobreza, ejecutando obras como el reordenamiento urbano de la ciudad de Andahuaylas, remodelación de la Plaza de Armas y del frontis de la Iglesia matriz de Andahuaylas. También logró la construcción de las tribunas del Estadio Municipal de Andahuaylas, apoyó al deporte mediante la construcción de losas deportivas de uso múltiple en 6 comunidades, acabado y puesta en funcionamiento del Mercado Modelo, asfaltado de calles y avenidas, construcción de parques y alamedas, y un decidido apoyo a comunidades en el lastrado y mantenimiento de caminos rurales. Fue también opositor al gobierno del condenado expresidente Alberto Fujimori.
Luego se afilió al partido Somos Perú en el año 2000 y postuló en las elecciones parlamentarias sin resultar elegido.

### Congresista de la República
En las elecciones del 2001, Villanueva decide unirse al partido Perú Posible de Alejandro Toledo y postular nuevamente al Congreso de la República representando a su natal Apurímac. Finalmente, Villanueva resultó elegido como congresista de la república, obteniendo 12,432 votos, para el periodo parlamentario 2001-2006.
Durante su gestión como congresista, formuló el Proyecto de Ley 10468 que proponía establecer regalías mineras en el país. Sobre la base de aquella iniciativa, junto a otros 12 proyectos presentados por otros parlamentarios, el Congreso de la República promulgó la Ley N° 28258 de Regalía Minera bajo el mandato de Alejandro Toledo. Ejerció también como quinto vicepresidente de la Mesa Directiva presidida por Henry Pease en 2003.
Posteriormente, Villanueva decide renunciar a la bancada de Perú Posible tras discrepancias internas y luego asumió la presidencia de la Comisión Especial que investigaba la denuncia periodística sobre la falsificación de firmas del partido Perú Posible durante los años 90s. Tras esto, fue denunciado por el partido Perú Posible ante la Comisión de Ética de venganza política. Villanueva se volvió un férreo opositor y crítico al presidente Toledo.
Luego de alejarse del oficialismo, se unió a la bancada de Perú Ahora de Luis Guerrero Figueroa, sin embargo, terminó por renunciar tras la participación de la bancada en lista de Marcial Ayaipoma para la Mesa Directiva en 2005.
Culminando su gestión intentó nuevamente ser alcalde de la ciudad de Andahuaylas, sin embargo, no resultó elegido. De igual manera en su candidatura a la presidencia del Gobierno Regional de Apurímac en las elecciones regionales del 2010 y luego en las elecciones del 2018 como miembro del partido Alianza para el Progreso.
Intentó volver al Congreso de la República en 2011 por la alianza Gana Perú, en 2016 por Peruanos Por el Kambio y en 2020 por Juntos por el Perú.

## Controversias
En el 2001, siendo alcalde de Andahuaylas y también candidato al Congreso, el Ministerio Público le abrió proceso por delito contra la voluntad popular en la modalidad de inducción a votar en un sentido determinado. En tanto en el 2006, Villanueva fue investigaron por malversación de fondos en agravio de la Municipalidad de Andahuaylas.